# Semënovskaja
Semënovskaja (in russo: Семёновская) è una stazione della Linea Arbatsko-Pokrovskaja, la linea 3 della Metropolitana di Mosca. Aperta insieme a Partizanskaja nel 1944, ne condivide il tema della guerra, e mostra alcune placche sulle mura esterne che ritraggono armi sovietiche utilizzate in guerra, come spade, fucili e cannoni.
Una targa molto più grande è posta in fondo alla banchina e ritrae un'immagine dell'Ordine della Vittoria e le parole "La Nostra Armata Rossa — Gloria!". In origine la stazione era denominata Stalinskaja, ma cambiò nome dopo il 1961, quando il culto di Stalin subì un arresto.
Semënovskaja presenta un design insolito, con una banchina larga il doppio e quattro serie di piloni, al posto delle solite due. Tutto questo fu realizzato perché la stazione fu costruita secondo il progetto a pilastri, ma fu in seguito cambiato; i pilastri sono ricoperti in marmo rosso e bianco; le mura esterne sono invece un marmo grigio. Esiste una serie di quattro lampade da pavimento con piedistallo quadrato in marmo verde, lungo il centro della banchina. Gli architetti della stazione furono S. Kravets e V.Akhmetev.
La stazione fu chiusa per il rifacimento delle scale e per un ammodernamento generale nel 70º anniversario della prima linea della metropolitana, il 15 maggio 2005. Fu riaperta il 28 aprile 2006, con nuove scale e nuovi interni.

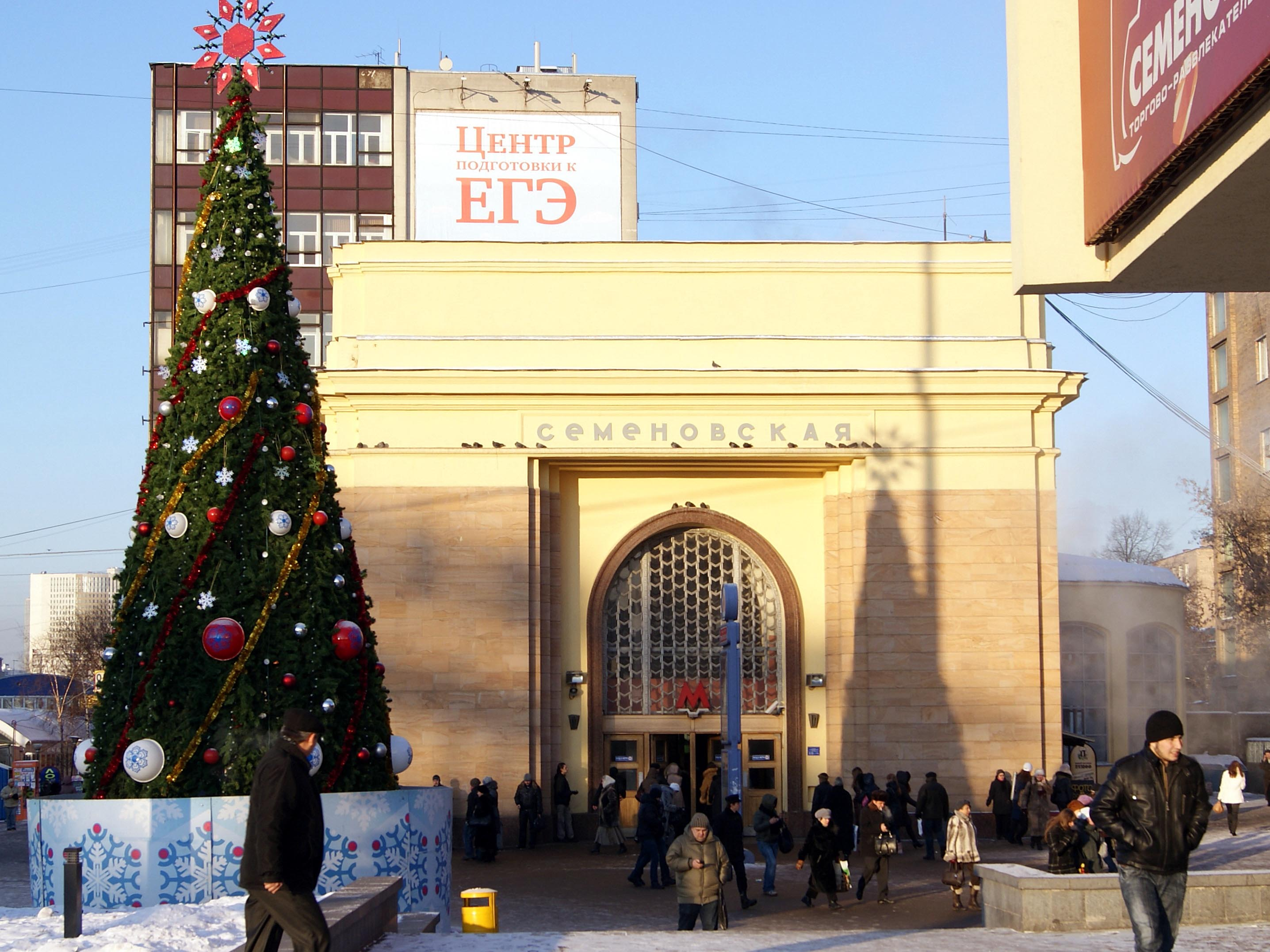